# Óblast de Turgai
L'óblast de Turgay (o Turgai, a vegades Turgaj) fou una divisió administrativa, inicialment de l'Àsia central russa al govern general de les Estepes, establerta sota l'Imperi Rus el 1865 i organitzada el 21 d'octubre de 1868 quan fou dividida en districtes (vyezd); cap de les capitals de districte (Turgai o Kostanai per exemple) era apropiada per a seu del govern de l'óblast i l'administració es va fer des d'Orenburg, la capital del govern de les Estepes; allí residia el governador de l'óblast i es publicava el butlletí oficial (publicat a partir de 1881) anomenat Turgaiskiya Oblastniya Vyedomosti.
La superfície era de 456.185 km². La població el 1897 era de 453.416 habitants. la província de Turgai, especialment la part meridional, era poc favorable per la colonització russa per manca de terres fèrtils encara que unes 1.300 hectàrees foren posades en valor entre 1860 i 1930. L'óblast no va desaparèixer amb la nova divisió administrativa soviètica, però el 26 d'agost de 1920 va passar a formar part de la República Socialista Soviètica Autònoma dels Quirguisos dins de la República Federativa Socialista Soviètica Russa, rebatejada República Socialista Soviètica Autònoma dels Kazakhs el 15 de juny de 1925; la capital va passar a Kostanai, al nord, i l'óblast va agafar aquest nom; la república autònoma fou elevada a República Socialista Soviètica Kazakh el 5 de desembre de 1936. L'óblast fou suprimit el 1960 però restaurat el 1971. El 1973 Turgai i Kostanai van formar dos óblast separats. El 1971 tenia 293.000 i 112.000 km² i la capital era Arqalyk o Arkalik a l'est de Turgai. El 22 d'abril de 1997 Turgai i Kostanai foren altre cop reunides formant la província de Kostanai amb una població de 885.570 habitants (1.019.560 habitants abans) i 196.000 km² i capital a Kostanai.